# Ira Rischowski
Ira Rischowski (geboren 1899 in Breslau als Irene Rischowski; gestorben 27. Januar 1989) war eine deutsch-britische Elektroingenieurin. Sie engagierte sich im Widerstand gegen den Nationalsozialismus in der Gruppe Neu Beginnen, bevor sie 1936 über Prag nach England flüchtete. Nach Ende des Zweiten Weltkriegs war sie über Jahrzehnte in England als Ingenieurin in führender Stellung tätig. Außerdem engagierte sie sich für die britische Women’s Engineering Society, in deren Vorstand sie fast dreißig Jahre war. 1919 war sie die erste Elektrotechnikstudentin der Technischen Hochschule Darmstadt und 1928 die erste Diplom-Ingenieurin in Elektrotechnik der Technischen Hochschule Breslau.

## Leben und Wirken

### Frühe Jahre
Rischowskis Eltern waren Ida, geborene Salomonsohn, (1867–1943) und Albert Rischowski (1848–1932). Ihr Vater war Direktor der Reederei eines der größten deutschen Kohle- und Erzhandelsunternehmen. Die Familie lebte in Breslau. Irene (Ira) Rischowski war das erste von vier Kindern, sie hatte zwei Brüder, Hans Günther und Guido Hellmuth Rischowski sowie eine Schwester, Edith Nowak. Die Brüder wurden später Ingenieure, die Schwester studierte Kunstgeschichte und war als Kunsthandwerkerin tätig. Trotz der jüdischen Herkunft der Eltern wurden die Kinder getauft.
Nach dem Abitur in Breslau, im Jahr 1919, begann Ira Rischowski an der Technischen Hochschule Darmstadt Elektrotechnik zu studieren, nachdem sie ein sechsmonatiges Praktikum in der Spezialwerkstatt eines Unternehmens für Landwirtschaftsmaschinen absolviert hatte. Sie war die erste Studentin an dieser Hochschule in einem anderen Ingenieurfach als Architektur. 1921 legte sie ihr Vordiplom ab. Im Jahr 1923, kurz vor ihrer Diplomprüfung, wurde sie schwer krank, so dass sie ihr Studium nicht abschließen konnte. Sie verbrachte mehrere Monate in einem Sanatorium. Kurz vor dem Studienabbruch hatte sie ihren Studienkollegen Bruno Karthäuser geheiratet, doch in der Zeit der Hyperinflation 1923 fand auch er, trotz abgeschlossenem Diplom, keine dauerhafte Stelle. So zog Rischowski zunächst zu ihren Eltern nach Breslau, zumal sie schwanger mit ihrem ersten Kind war.
Ira Rischowski nahm dort das Elektrotechnikstudium an der Technischen Hochschule Breslau wieder auf und konnte 1928 als erste Frau das Diplom in diesem Fach machen. Nachdem ihr Mann in Berlin eine dauerhafte Position bei Siemens-Schuckert gefunden hatte, zog die Familie gemeinsam dorthin. 1930 bekamen sie ein zweites Kind. Ab 1932 begann sie halbtags im gleichen Unternehmen wie ihr Mann zu arbeiten. 1933 ließ sich das Paar scheiden.

### Tätigkeit im Widerstand
Ab 1932 engagierten sich Rischowski und ihr Mann für die marxistische Widerstandsgruppe Neu Beginnen. Rischowski schmuggelte Berichte, Manuskripte und Briefe für die Gruppe. Sie arbeitete für die Organisation als Sekretärin in der Zentrale („Kreis“ genannt) und war enge Mitarbeiterin von Walter Löwenheim. 1935 wurde sie bei einer Übergabe von der Gestapo verhaftet, wurde jedoch wieder freigelassen. Sie emigrierte umgehend nach Prag, auch um der Judenverfolgung im NS-Staat zu entkommen. Ihre beiden Kinder blieben bei ihrer Mutter, die inzwischen in Berlin lebte.
1936 erhielt sie ein Visum für die Arbeit als Hausangestellte in England und emigrierte dorthin. Die Women’s Employment Federation unterstützte sie in ihren Bemühungen, ihre Kinder nachzuholen, was ihr 1938 schließlich gelang. Ihr früherer Ehemann emigrierte 1936 ebenfalls nach England, wo er ein Unternehmen gründete. Ihre Mutter wurde deportiert und starb 1943 im Konzentrationslager Theresienstadt.

### Emigration und Leben nach dem Krieg
Ab 1939, nach Erhalt der Arbeitserlaubnis, arbeitete Ira Rischowski als Ingenieurin für das Unternehmen ihres geschiedenen Mannes. 1940 wurde sie als Deutsche als „feindliche Ausländerin“ im zivilen Frauenlager Rushen Internment Camp auf der Isle of Man interniert, wo sie eineinhalb Jahre verbrachte. Eine Zeit lang leitete sie dort die von Minna Specht aufgebaute Lagerschule.
Ab Januar 1942 war sie als Konstrukteurin im Zeichenbüro eines Werkzeugmaschinenherstellers tätig. Nach zwei Jahren wechselte sie zu einem Unternehmen, das automatische Kesselregelungen und Prozessregelungen entwarf und fertigte. Nach zwei Jahren wurde sie Stellvertreterin des Chefs des Konstruktionsbüros, allerdings nicht seine Nachfolgerin, als er die Stelle wechselte. Daraufhin ließ sie sich in die Projektabteilung versetzen, wo die Kontrollschemen entworfen, die Kosten geschätzt und die Angebote ausgearbeitet wurden. Einige Jahre später wurde sie die Leiterin der zwölfköpfigen Abteilung. Nach einer Unternehmensfusion verlor sie die Abteilungsleitung. Diesmal ließ sie sich in die Entwicklungsabteilung versetzen. Nach ihrer Pensionierung war sie als beratende Ingenieurin (Consultant) für das gleiche Unternehmen tätig. Bis 1977 arbeitete sie als Assistentin der Geschäftsleitung in der Produktentwicklung des von ihrem Mann gegründeten Unternehmens.

## Engagement für Berufsverbände
1930 wurde sie Mitglied des Vereins Deutscher Ingenieure (VDI), doch als der VDI 1933 eine Frauengruppe gründete, beteiligte sie sich dort nicht, weil diese bereits gleichgeschaltet war.
Über die Organisation Women’s Employment Federation kam sie Anfang der 1940er Jahre in Kontakt mit der britischen Women’s Engineering Society (WES). 1948 wurde sie in deren Vorstand gewählt. Diese Funktion übte sie bis 1976 aus. Sie war Teil des Organisationskomitees, das 1967 die 2. International Conference of Women Engineers and Scientists (ICWES2) in Cambridge organisierte. Von 1972 bis 1976 war sie Redakteurin der Vierteljahreszeitschrift The Woman Engineer der Women’s Engineering Society. 1976 ernannte die WES sie zum Ehrenmitglied. Bis Ende ihres Lebens blieb sie für die WES aktiv. Als sie starb, erinnerte die WES-Vorsitzende Dorothy Hatfield mit Bewunderung an Ira Rischowskis Arbeit als wichtige Organisatorin der zweiten ICWES und daran, dass sie „eine Inspiration für uns alle“ gewesen sei.

## Würdigungen
Die Technische Universität Darmstadt hat ihr Stipendienprogramm für internationale Master-Studentinnen nach Ira Rischowski benannt. Das Programm unterstützt Studentinnen und Wissenschaftlerinnen in der Kernphysik, nuklearen Astrophysik, Beschleunigerphysik und nuklearen Photonik.
Die in Dänemark lebende französische Designerin Clara Isaksson und Robin Isaksson entwickelten eine nach Ira Rischowski benannte Schriftart.
Der die Women’s Engineering Society betreffende Nachlass sowie Publikationen Rischowskis befinden sich in der The Women’s Library im Archiv der London School of Economics and Political Science.

## Veröffentlichungen (Auswahl)
- Women Engineers Overseas. In Germany. In: The Woman Engineer. Band 5, Nr. 2, 1940, S. 28 (theiet.org).
- Women Engineers in Pre-War Germany. In: The Woman Engineer. Band 5, Nr. 10, 1942, S. 151–153 (theiet.org).
- Women Engineers in Germany. In: The Woman Engineer. Band 9, Nr. 7, 1962, S. 5–7 (theiet.org).
- News from Germany. In: The Woman Engineer. Band 10, Nr. 10, 1968, S. 1–6 (theiet.org).